# Lucian Sânmărtean
Lucian Iulian Sânmărtean, né le 13 mars 1980 à Bistrița, est un footballeur international roumain,  réputé pour sa technique et sa facilité à dribbler.

## Biographie

### En club
Lucian Sânmărtean joue 14 matchs en Ligue des champions. Le 7 décembre 2004, il inscrit un but contre le PSV Eindhoven.

### En équipe nationale
Lucian Sânmărtean reçoit 11 sélections en équipe de Roumanie entre 2002 et 2014. Il joue son premier match en équipe nationale le 20 novembre 2002 contre la Croatie.

## Palmarès

### Club

#### Gloria Bistrița
- Vainqueur de la Coupe de la Ligue : 2000

#### Panathinaïkos
- Champion de Grèce : 2004
- Vainqueur de la Coupe de Grèce : 2004

#### Vaslui
- Finaliste de la Coupe de Roumanie : 2010
- Vice-champion de Roumanie : 2012

#### Steaua Bucarest
- Champion de Roumanie : 2015
- Finaliste de la Coupe de Roumanie : 2014

### Distinctions personnelles
- Élu Footballeur roumain de l'année : 2014